# Walter Meeuws
Walter Meeuws (* 11. Juli 1951 in Gierle) ist ein ehemaliger belgischer Fußballspieler und heutiger -trainer.
Der Abwehrspieler begann seine Karriere bei VC Gierle. Seine nächsten Stationen waren dann KRC Mechelen, Beerschot AC, FC Brügge, Standard Lüttich, Ajax Amsterdam (Juli 1984-September 1985) und KV Mechelen.
Auch für die belgische Nationalmannschaft wurde er berufen. Insgesamt absolvierte er 52 Länderspiele. Sein größter Erfolg war dabei die Endspielteilnahme bei der Fußball-Europameisterschaft 1980. Seinen Einstand im Team der rode duivels gab der Abwehrspieler am 26. Januar 1977 beim Freundschaftsspiel in Rom gegen Italien. In der WM-Qualifikation zur Fußballweltmeisterschaft 1978 in Argentinien kam er in drei Spielen gegen Island, Niederlande und Nordirland zum Einsatz. In der EM-Quali vor der Endrunde 1980 in Italien war er in allen acht Spielen gegen Österreich, Portugal, Schottland und Norwegen aktiv. In Italien setzte Trainer Guy Thys auf den Defensivspezialisten in der Gruppenphase gegen Italien, England und Spanien, wie auch im Finale am 22. Juni 1980 in Rom gegen Deutschland. Mit der Abwehrformation Jean-Marie Pfaff – Eric Gerets, Luc Millecamps, Meeuws und Michel Renquin – war Belgien in Rom gegen die DFB-Elf angetreten. In der erfolgreichen WM-Qualifikation für das Turnier 1982 in Spanien kamen weitere sieben Länderspiele gegen Frankreich, Irland, Niederlande und Zypern hinzu. In der Endrunde in Spanien absolvierte der 31-jährige Meeuws die Spiele gegen El Salvador, Ungarn, Polen und die Sowjetunion. In der ebenfalls erfolgreichen EM-Qualifikation zur Endrunde 1984 in Frankreich kam der Routinier nochmals in allen sechs Spielen gegen die Schweiz, DDR und Schottland zum Einsatz. Am EM-Turnier in Frankreich nahm er aber nicht mehr teil. Nach der 0:1-Niederlage am 29. Februar 1984 in Brüssel gegen die deutsche Fußballnationalmannschaft verabschiedete er sich aus dem Länderteam.
1987 begann seine Trainerkarriere bei SK Lierse. Im März 1988 wurde er Assistenztrainer der Nationalmannschaft unter Guy Thys. Nachdem dieser ein Jahr später entlassen worden war, übernahm Meeuws kurzzeitig den Posten des Cheftrainers. Die nächsten Stationen waren VV St. Truiden, Royal Antwerpen, KAA Gent, KV Mechelen, KFC Tielen, SK Lommel und SK Lierse. 2001 wechselte er ins Ausland und trainierte Gençlerbirligi, Raja Casablanca, Al-Ittihad und Al-Jazira Club. 2006 kehrte er in die Heimat zurück und trainierte den KSK Beveren, danach wechselte er wieder nach Marokko und Ägypten.